# Nopphon Ponkam
Nopphon Ponkam (Thai: นพพล พลคํา; * 19. Juli 1996 in Roi Et), auch als Pae (Thai: เป้) bekannt,  ist ein thailändischer Fußballspieler.

## Karriere

### Verein
Das Fußballspielen erlernte er in der Mannschaft des Rajdamnern Commercial College in der thailändischen Hauptstadt Bangkok. 2013 unterschrieb er seinen ersten Vertrag beim damaligen Erstligisten BEC-Tero Sasana FC. Die erste Saison wurde er an den Drittligisten RBAC FC ausgeliehen. Nach 6 Monaten wechselte er ebenfalls auf Leihbasis zum Drittligisten Bangkok Christian College FC. Hier spielte er von 2013 bis 2015. Für BCC stand er 28 Mal auf dem Spielfeld. 2016 wechselte er ebenfalls auf Leihbasis zum Bangkoker Zweitligisten Air Force United. Bis 2017 absolvierte er 24 Spiele für den Verein. Die letzte Saison seines Vertrages spielte er bei Police Tero FC. Hier kam er 30 Mal zum Einsatz. Ende 2018 musste er mit Police den Weg in die Zweitklassigkeit antreten. Nach dem Abstieg unterschrieb er  Anfang 2019 in Samut Prakan einen Vertrag beim Erstligisten Samut Prakan City FC. Am Ende der Saison 2021/22 belegte er mit Samut den vorletzten Tabellenplatz und musste somit in die zweite Liga absteigen. Nach dem Abstieg wechselte er auf Leihbasis zum Erstligisten Nakhon Ratchasima FC. Am Ende der Saison 2022/23 musste er mit dem Verein aus Nakhon Ratchasima in die zweite Liga absteigen. Nach dem Abstieg kehrte er zum Ende der Saison nach Samut zurück. Für Korat bestritt er 26 Erstligaspiele. Nach Vertragsende in Samut Prakan wechselte er im Juni 2023 zum Erstligisten PT Prachuap FC. Nach insgesamt 32 Ligaspielen für Prachuap wechselte er im Dezember 2024 zum ebenfalls in der ersten Liga spielenden Khon Kaen United FC. Am Ende der Saison 2024/25 wurde er mit Khon Kaen Tabellenletzter und musste somit in die zweite Liga absteigen.

### Nationalmannschaft
Von 2013 bis 2014 absolvierte Nopphon Ponkam 14 Spiele für die thailändische U19-Nationalmannschaft, wobei er zwei Tore erzielte. 2016 bis 2018 trug er 15 Mal das Trikot der thailändischen U23-Nationalmannschaft. Hier blieb er jedoch torlos.

## Erfolge

### Nationalmannschaft
Thailand U23
- SEA Games: 2017